# 리키아
리키아(그리스어: Λυκία, Lycia)는 오늘날 튀르키예의 남동 해안의 안탈리아주와 물라주에 해당하는 고대 그리스의 지역이다. 로마 제국 성립 후 속주가 되었다.
고대 이집트의 기록에서는 리키아를 히타이트 연맹의 일부라고 한다. 리키아는 기원전 1250년경 아수와 동맹의 구성 국가였을 것으로 추정되는데, '룩카'(Lukka)라는 이름으로 나타나 있다. 히타이트 제국의 붕괴 후, 리키아는 독립 신히타이트 왕국으로 부상하였다. 헤로도토스에 따르면 리키아는 아테네의 판디온 2세의 아들인 리쿠스의 이름을 따 지었다고 한다. 고대에는 이 영역은 한 나라로 통합되지 않았으며, 독립적인 도시국가들이 굳게 결속한 동맹으로 이루어져 있었다.
호메로스의 일리아스에 따르면 트로이아 전쟁에서 리키아는 두 존경받는 전사 사르페돈과 글라우코스의 지휘 아래 트로이아 편에서 싸웠다고 한다.
다른 그리스 신화에는 리키아 왕국은 다른 사르페돈이 지배하였다고 한다. 그는 크레타에서 왔으며 미노스 왕의 형제이다. 사르페돈의 추종자들은 '테르밀라이'라 불리었으며 그들이 밀리안(Milyans)이라 불리는 민족을 정복하고 왕조를 창건하였다. 이 신화적인 이야기는 밀레토스의 창건 이야기와 더불어 크레테가 소아시아에 정착과 관련이 있음을 뜻한다. 리키아는 그리스 신화에 벨레로폰의 이야기에도 나오는데 그는 결국 리키아 왕 이오바테스(또는 암피아낙스)의 왕좌를 계승하였다.
리키아는 기원전 546년 페르시아 제국의 지배를 받게 된다. 그때 메디아의 하르파구스(Harpagus)는 키루스 대왕의 장군으로 아나톨리아(소아시아)를 정복하였다. 하르파구스의 후손이 기원전 468년까지 다스렸는데 그때 아테네가 이들을 무너뜨렸다. 그 후 페르시아는 기원전 387년 다시 점령하였고 마케도니아의 알렉산드로스 대왕에 의해 정복될 때까지 지배를 유지하였다. 이후 리키아는 셀레우코스 제국의 손에 넘어가고 기원전 189년에는 로마에 정복되었다. 아우구스투스의 후계자 가이우스 카이사르는 서기 4년에 이 곳에서 피살되었다. 서기 43년 황제 클라우디우스는 리키아를 로마제국의 속주로 병합하며 그것을 팜필리아와 통합하였다. 리키아는 결국 그리스 비잔티움 제국의 일부가 되었으나 오스만 제국에 의해 점령되어 튀르키예의 일부가 되었다.
20세기 초 그리스-터키 전쟁이 일어난 뒤 이 지역에서도 그리스와 터기의 인구 교환이 시행되었다. 오늘날 리키아는 튀르키예의 국내외 관광객이 몰리는 유명한 관광지이다.
리키아는 트리밀리라는 이름을 지니는데 그것은 파타라 발굴에서 고대 도로 표지판에 발견된 것이다. 흥미롭게도 오늘날의 디르밀이라는 튀르키예 마을이 고대의 트리밀리 즉 리키아로 판명되었다.
2세기의 대화록에서 에로테스는 리키아가 과거의 화려함을 모두 잃어버려 그들의 유적보다는 역사가 흥미롭다고 한 바 있으나, 많은 유물들이 리키아 특유의 절벽 측면의 바위를 깎아 만든 무덤에서 발견되어 오늘날까지 남아 있다.
리키아는 여신 레토와 그녀의 쌍둥이 아이 아폴론과 아르테미스의 숭배의 중심이었다.

## 리키아 연맹
리키아 연맹(코이논)은 기원전 168년에 민주주의 원칙으로 결성되었다. 그것은 23개의 도시국가를 구성원으로 한다.
리키아는 기원전 188년 아파메아 평화조약에서부터 로도스의 지배하에 있다가 제3차 마케도니아 전쟁의 결과 로마에 의해 독립하게 되었다. 이들 도시 국가들은 연방 형태의 정부가 되었다. 도시국가의 연방정부들은 연맹을 이루어 정치적인 자원을 공유하였다. “리키아르크”는 상원의원으로 선출되었는데 매해 가을 다른 도시에서 소집된다. 해당 도시의 구성원들은 도시 크기에 따라 1명에서 3명의 대표를 상원, 즉 불류테리온에 보냈다. 연맹의 주요 도시는 크산토스, 파타라, 피나라, 올림포스, 뮈라와 틀로스가 있었는데 파타라가 수도였다. 파셀리스는 나중에 연맹에 참여하였다. 연맹은 서기 46년 로마 속주가 된 후에도 계속 작동하였다. 리키아 연맹은 4세기에 비잔티움 제국에 의해 병합되며 사라졌다.

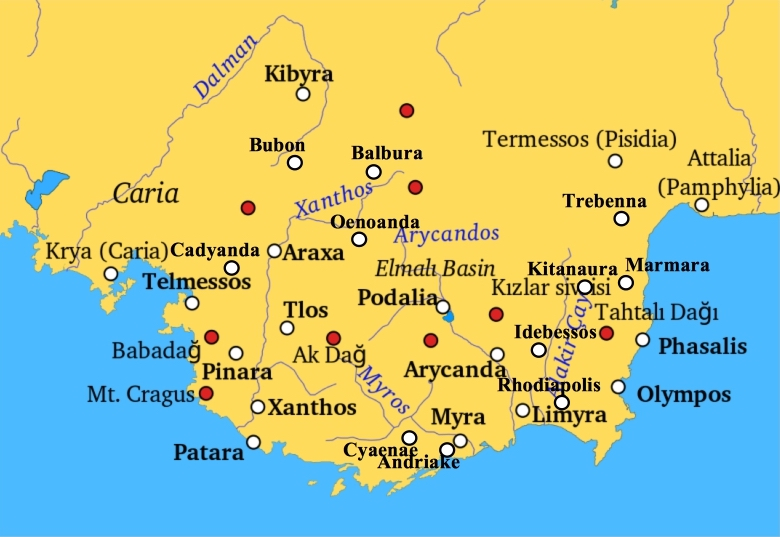
리키아 지역의 고대 도시들

## 같이 보기
- 성 니콜라오스
- 크리스토포로스